# Амерички мочварни храст
Амерички мочварни храст (Quercus palustris) научно име је добио 1770. године, а аутор је немачки ботаничар Минхаузен (Otto Freiherr von Münchhausen, 1716-1774). Назив рода можда од келтског quer = лeп u cuez = дрво, а можда и од старогрчког καρχαλέος = рапав, (због коре). Иначе овај назив је код Римљана био назив за храстове. Епитет врсте palustris на латинском значи мочварни. 

## Опис врсте
Средње до високо листопадно дрво, са конусном круном и претежно моноподијалним стаблом, гране су хоризонталне и широко одстоје. Са старошћу доње гране висе. Достиже висину 15-20 (25) m, понекад и више, ширину круне 8-15 (20) m и прсни пречник до 1 m. Годишњи прираст је 25 cm. Корен плитак, претежно хоризонталан, са много густих жиличастих коренова. Назив на енглеском pin oak дат је због особине ове врсте да суве гране (pin) у основи круне остају на стаблу – не одбацује их. 
Листови наизменични, са ободом који варира, 7-15 cm дуги и скоро толико и широки, са 2 до 4 режња са обе стране који су мање више под правим углом, зашиљени су и назубљени, сјајно зелени са обе стране, одоздо у пазуху нерава длакави. Јесења боја црвеносмеђа често сјајно шарлахцрвена. 
Цветови једнополни анемофилни: мушки у ресама са листањем, женски појединачни, неупадљиви на истој индивидуи.
Плод је седећи или на краткој дршци. Купула тањирасто спљоштена, стипуле прилегле, црвенкастосмеђе, длакаве. Орашица улеже у тањирасту купулу само основом, 8-15 mm у пречнику, углавном лоптаста, светлосмеђа, са уздужним пругама и зашиљеним врхом. Почиње да плодоноси у 20. години, са периодицитетом плодоношења сваке или сваке друге године. Плодови сазревају у октобру друге године, у току октобра и новембра опадају са стабла, када их треба и сакупити. У једном килограму има 320–540 жирова. 

## Ареал
Ареал је југоисточна Канада и источни део САД између 34° и 43° северне географске ширине и 72° и 96° западне дужине, што је нешто уже од распрострањења црвеног храста. Тежиште ареала је у средњем току реке Мисисипи. Овај храст је дрво низија. У брда се пење до 600 m. над морем. Он није дрво мочвара, како би могло да се закључи из имена, али га има доста на поплавним подручјима.

## Биоеколошке карактеристике
Хелиофилна је врста адаптибилна према земљишту, расте на нормалним, умерено сувим, влажним и мокрим алувијалним земљиштима. Преферира дубока, плодна кисела земљишта; на алкалним пати од хлорозе. Добро подноси ниске температуре, урбана станишта, посебно је отпоран на сумпордиоксид. Има тенденцију да развија суве делове у круни што се запажа и на природним стаништима. Гљиве га више нападају негo црвени храст.

## Значај
Мочварни храст је један од најкоришћенијих храстова у пејзажној архитектури и вртном дизајну у оквиру природног ареала. У Европи се налази по парковима и дрворедима. У Немачкој има стабала старих и до 180 година. Тамо он достиже висину и од 30 m и дебљину од 60 cm. Код нас је доста редак, за разлику од црвеног храста, иако заслужује ширу примену због лаке производње и пресађивања, као и због брзог раста, толерантности на загађења и естетских вредности (интензивнија црвена боја листа у јесен од црвеног храста). У култури је од 1770. године.
Огледи и са шумским културама показала су променљив успех. У Немачкој га препоручују за поплавна подручја на којима поплава дуже траје. У Русији се препоручује за јужни део, јер се за северни, око Санкт Петербурга, није добро показао.
У Америци дрво се употребљава за израду намештаја раније и за железничке прагове. Нека индијанска племена користила су раствор живог дела коре да ублаже болове у стомаку. Гале које праве инсекти богате су танином и користе се против хеморагије, хроничне дијареје и дизентерије.

## Размножавање

### Генеративно размножавање
У расаднику се лако производи. Основна форма производи се сетвом семена које је микробиотичко и рекалцитрантно па сетву треба извршити у јесен уз обавезну заштиту од глодара, или у пролеће после чувања у влажном песку на 0-5 °C током зиме. Просечна клијавост свежег семена је 68%.

### Вегетативно размножавање
Унутарврсни таксони калеме се на генеративне подлоге основне форме. Показало се да копулирање има велику предност над, потпуно безуспешним, окулирањем. Од метода примењује се бочно и обично спајање, септембра-октобра и јануара-фебруара, на подлоге у посуди. Поред тога мочварни храст је добра подлога за већи број врста америчких храстова са којима се лако хибридизује. Одлично сраста са хибридним храстом (Q. virginiana x Q. lyrata) затим са клоном Q. coccinea ‘Splendens’, Q. borealis, Q. imbricaria, Q. kelloggii, Q. schottkyana, Q. texana.

## Унутарврсни таксони
Како је основна форма довољно декоративна због јесење боје листова, издвојено је релативно мало клонова углавном према хабитусу. У европским расадницима могу се наћи:
- Q. palustris ‘Green Dwarf’ – спорорастући калемљени таксон, мале лоптасте круне; у 20. години достиже 1,5 m.
- Q. palustris ‘Green Pilar' (syn. 'Pringreen') – уско пирамидална форма, спорт клона Q. palustris 'Crownright' откривен 1994.
- Q. palustris 'Crownright' пирамидална форма 15-20m висока са инсерцијом грана 30-60°.